# Waldemar von Gregory
Friedrich August Waldemar Freiherr von Gregory (* 24. August 1854 in Berlin; † 18. Dezember 1932 in Bunzlau, Provinz Niederschlesien) war ein preußischer Generalleutnant.

## Leben
Gregory trat 1873 aus dem Kadettenkorps kommend als Sekondeleutnant in das Infanterie-Regiment Nr. 91 der Preußischen Armee ein und diente von 1881 bis 1882 als Bataillonsadjutant. 1882 wurde er zum Premierleutnant befördert. Von 1882 bis 1882 war er Regimentsadjutant. 1889 avancierte er zum Hauptmann und Kompaniechef und wurde 1897 in das Infanterie-Regiment Nr. 164 versetzt. Nach der Beförderung zum überzähligen Major 1898 wurde Gregory am 18. April 1900 als Bataillonskommandeur in das 2. Nassauische Infanterie-Regiment Nr. 88 versetzt. Er avancierte 1905 zum Oberstleutnant, 1908 zum Oberst und wurde im April des Jahres Kommandeur des Infanterie-Regiments „von der Marwitz“ (8. Pommersches) Nr. 61. Am 1. April 1910 erfolgte seine Ernennung zum Kommandanten der Festung Glatz. In dieser Stellung erhielt Gregory am 19. Juli 1911 den Charakter als Generalmajor und wurde am 23. Januar 1913 mit dem Kronenorden II. Klasse ausgezeichnet.
Während des Ersten Weltkriegs war Gregory als Brigadekommandeur bei der 50. Reserve-Division tätig. Am 12. August 1916 wurde er in Genehmigung seines Abschiedsgesuches mit der gesetzlichen Pension zur Disposition gestellt. Kurz darauf wurde ihm am 14. September 1916 der Rote Adlerorden II. Klasse mit Eichenlaub verliehen. Außerdem erhielt er Ende des Jahres noch den Charakter als Generalleutnant.